# 路德維希·波爾哈特
路德維希·波爾哈特（德語：Ludwig Borchardt，1863年10月5日—1938年8月12日）是一名生于德国柏林的埃及学家，因在1912年于阿玛纳发现了著名的娜芙蒂蒂胸像而被世人所知。